# (8717) Richviktorov
(8717) Richviktorov – planetoida z pasa głównego asteroid okrążająca Słońce w ciągu 5 lat i 248 dni w średniej odległości 3,18 au. Została odkryta 26 września 1995 roku w Obserwatorium Engelhardta przez Timura Kriaczko. Nazwa planetoidy pochodzi od Richarda Nikołajewicza Wiktorowa (1929-1983), radzieckiego reżysera. Przed nadaniem nazwy planetoida nosiła oznaczenie tymczasowe (8717) 1995 SN29.